# مقاطعة هاردين (آيوا)
مقاطعة هاردين (بالإنجليزية: Hardin County)‏ هي إحدى مقاطعات ولاية آيوا في الولايات المتحدة الأمريكية.